# 瓦加帕爾卡山
15°28′23″S 72°28′42″W / 15.47306°S 72.47833°W
瓦加帕爾卡山（Wakapallqa），是秘魯的山峰，位於該國南部阿雷基帕大區的卡斯蒂利亞省，處於普馬蘭拉山東北面和奧斯科略山東南面，屬於安第斯山脈的一部分，海拔高度約5,000米。